# Martha My Dear
«Martha My Dear» es una canción de la banda The Beatles que aparece en su doble álbum The Beatles, (1968), popularmente conocido como The White Album. Aunque está acreditada como Lennon/McCartney, fue compuesta por Paul McCartney.

## Origen
A pesar de sonar como una canción tradicional de amor "Martha My Dear" fue de hecho inspirada por la perra bobtail de Paul, Martha. McCartney dijo: «Mientras que todo el mundo piensa que es una canción sobre una chica llamada Martha, es realmente sobre mi perra, y nuestra relación es platónica, créanme»[cita requerida]. Sin embargo, hay quien se cree que Paul compuso "Martha my dear" para Jane Asher, su ex enamorada.

## Composición y estilo
La canción contiene una línea de piano que se repite a través de la composición, además de instrumentos de viento-metal, típicos de los temas de los Beatles en aquella época. 
"Martha My Dear" modula suavemente a través de varias escalas musicales. La canción está compuesta en Mi bemol mayor, adornada con algunas disonancias de jazz. El verso es una réplica sincopada de la primera sección melódica, con dos tiempos añadidos, una técnica similar a la usada por McCartney en "Two of us".

## Personal
- Paul McCartney – Piano, voz, bajo (Rickenbacker 4001s), guitarra eléctrica
- Ringo Starr batería.
- George Harrison Guitarra eléctrica.
- George Martin – Arreglos de vientos y cuerdas.
- Bernard Miller - violín.
- Dennis McConnell - violín.
- Lou Sofier - violín.
- Les Maddox - violín.
- Leo Birnbaum - viola.
- Henry Myerscough - viola.
- Reginald Kilbey - cello.
- Frederick Alexander - cello.
- Leon Calvert - trompeta, fliscorno.
- Stanley Reynolds - trompeta.
- Ronnie Hughes - trompeta.
- Tony Tunstall - trompa.
- Ted Barker - trombón.
- Alf Reece - tuba.